# Холзун
Хребетът Холзун (на руски: Холзун) е планински хребет в югозападната част на планината Алтай, разположен на границата между Русия (Република Алтай) и Казахстан (Източноказахстанска област). Простира се от северозапад на югоизток на протежение около 100 km, като образува вододел между десните притоци на река Бухтарма (десен приток на Иртиш) на югозапад и Кокса (ляв приток на Катун, лява съставяща на Об) на североизток. На север се свързва с Коксуйския хребет, на северозапад – с Ивановския хребет, на югозапад – с Улбинския хребет а на югоизток – с хребета Листвяга. Максимална височина връх Линейски Белок 2598 m(50°14′18″ с. ш. 84°28′36″ и. д. / 50.238333° с. ш. 84.476667° и. д.), разположен в северозападната му част, на границата между Русия и Казахстан. Изграден е от метаморфозилани скали, пронизани с интрузивни гранити. От него водят началото си леките Холзун, Карагай, Красноярка и др. (десни притоци на Кокса) и Хамир (десен приток на Бухтарма). Склоновете му на височина до 2000 – 2100 m са обрасли с планинска кедрово-лиственична тайга, а нагоре следват субалпийски пасища и планинска тундра.